# Classe Gerald R. Ford
A Classe Gerald R. Ford é a nova classe de navios da categoria de super-porta-aviões nucleares da Marinha dos Estados Unidos.

## Navios
Estava prevista a construção de 10 porta-aviões desta classe. 
| Navio           | Número de amura | Batimento de quilha           | Lançamento                   | Comissionamento     | Substituição                  | Situação         | Referências        |
| --------------- | --------------- | ----------------------------- | ---------------------------- | ------------------- | ----------------------------- | ---------------- | ------------------ |
| Gerald R. Ford  | CVN-78          | 13 de novembro de 2009        | 11 de outubro de 2013        | 22 de julho de 2017 | Enterprise (CVN-65)           | Em operação      | [ 7 ] [ 8 ]        |
| John F. Kennedy | CVN-79          | 22 de agosto de 2015          | 29 de outubro de 2019        | 2025 (planejado)    | Nimitz (CVN-68)               | Em aparelhamento | [ 1 ] [ 9 ] [ 10 ] |
| Enterprise      | CVN-80          | Fevereiro de 2022 (planejado) | Novembro de 2025 (planejado) | 2027 (planejado)    | Dwight D. Eisenhower (CVN-69) | Em construção    | [ 1 ] [ 12 ]       |
| Doris Miller    | CVN-81          | Janeiro de 2026 (planejado)   | Outubro de 2029 (planejado)  | 2032 (planejado)    | Carl Vinson (CVN-70)          | Em construção    | [ 1 ] [ 13 ]       |
| Sem nome        | CVN-82          | 2027 (planejado)              | 2032 (planejado)             | 2036 (planejado)    | Theodore Roosevelt (CVN-71)   | Encomendado      | [ 1 ]              |